# Rakoczowie
Rakoczowie (węg. Rákóczi) – dynastia książąt Siedmiogrodu w XVII w., wywodząca się ze starej szlachty węgierskiej.
Podwaliny znaczenia rodu Rakoczych położył w XVII wieku Zygmunt Rakoczy, który znacznie powiększył majątek rodziny. Wspierał on księcia Siedmiogrodzkiego Stefana Bocskaya, a po jego śmierci został w 1607 roku pierwszym z rodu (choć na krótko) księciem Siedmiogrodu. Po tron ten sięgali potem jego syn Jerzy I, a następnie wnuk Jerzy II. Obaj związani z kalwinizmem, popierali religie protestanckie w Siedmiogrodzie i prowadzili aktywną politykę międzynarodową, wykorzystując ówczesną słabość Turcji. Związani byli z ruchem antyhabsburskim, czego efektem był udział Jerzego I w wojnie trzydziestoletniej oraz współpraca Jerzego II ze Szwedami podczas potopu szwedzkiego. Najbardziej znanym z Rakoczych był wnuk Jerzego II, Franciszek II, który zmuszony został do opuszczenia Siedmiogrodu przez Turków, powrócił tu jednak po pokoju karłowickim i wzniecił powstanie antyhabsburskie (1703–1711). Po upadku powstania wyemigrował; ród wygasł w 1756 roku. 

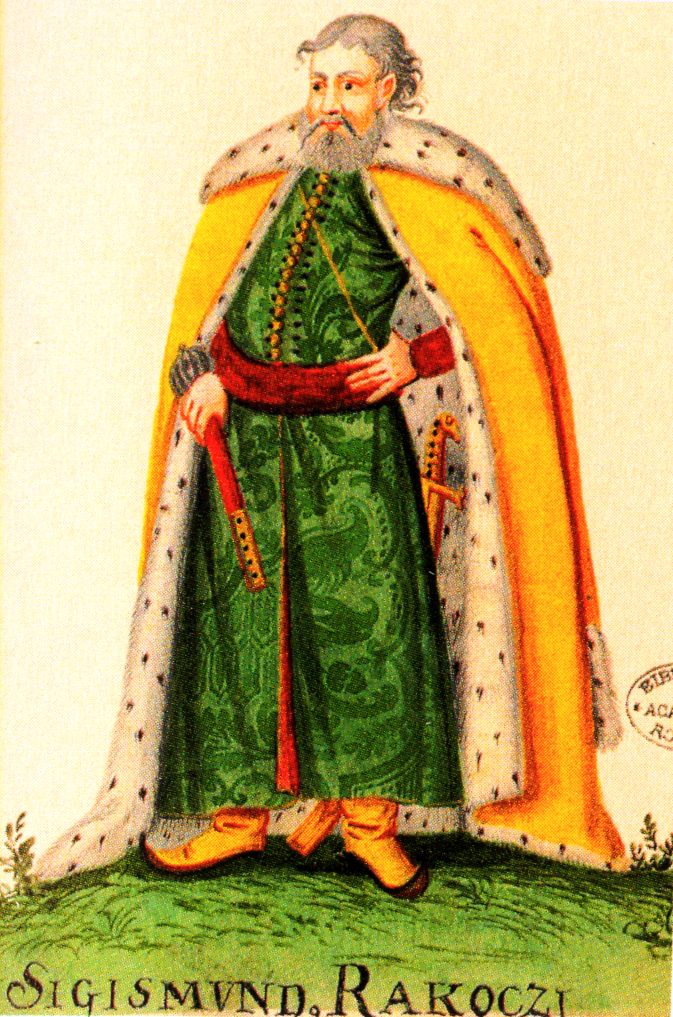
Zygmunt Rakoczy, książę Siedmiogrodu
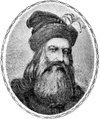
Jerzy I Rakoczy, książę Siedmiogrodu
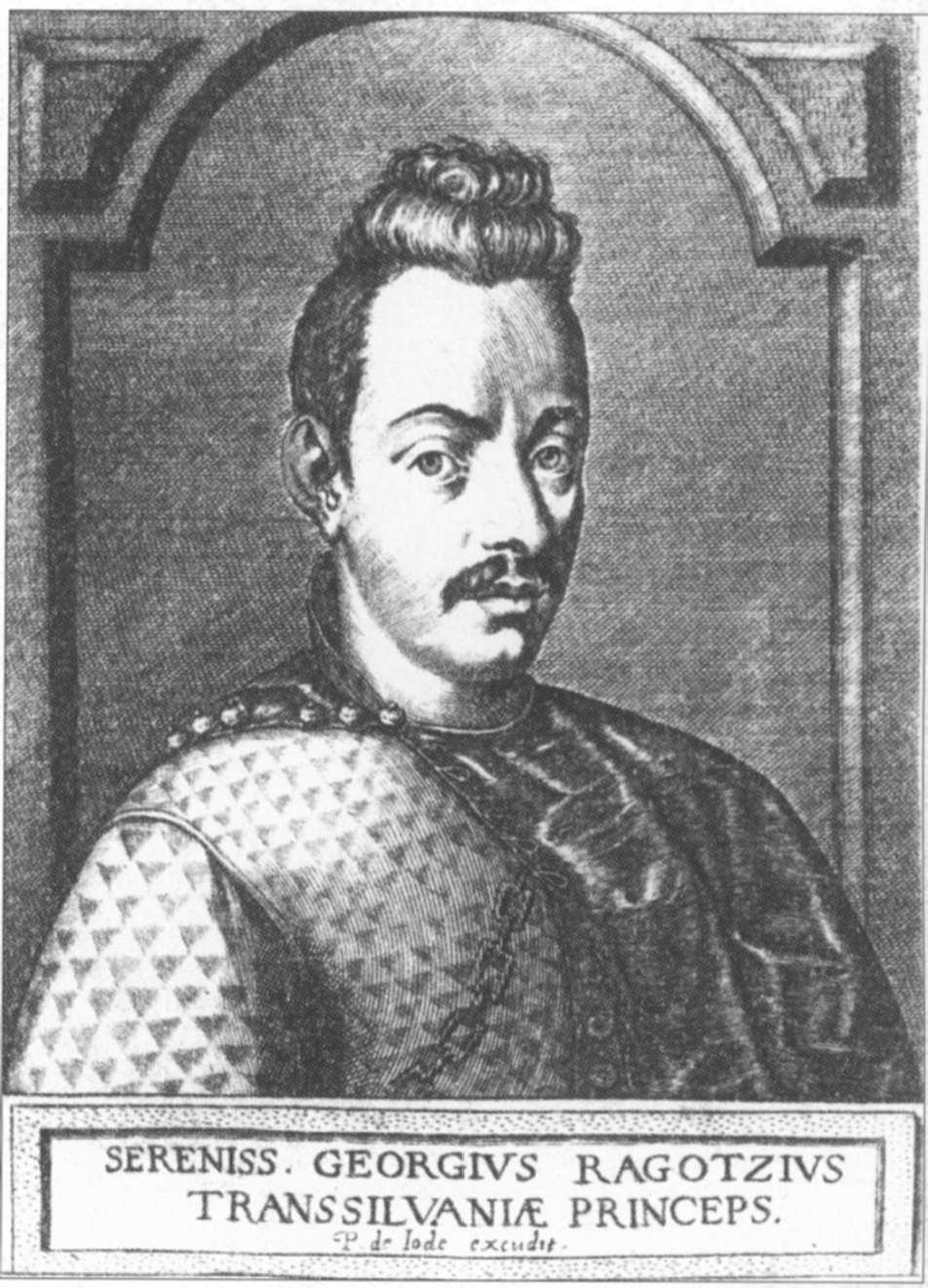
Jerzy II Rakoczy, książę Siedmiogrodu
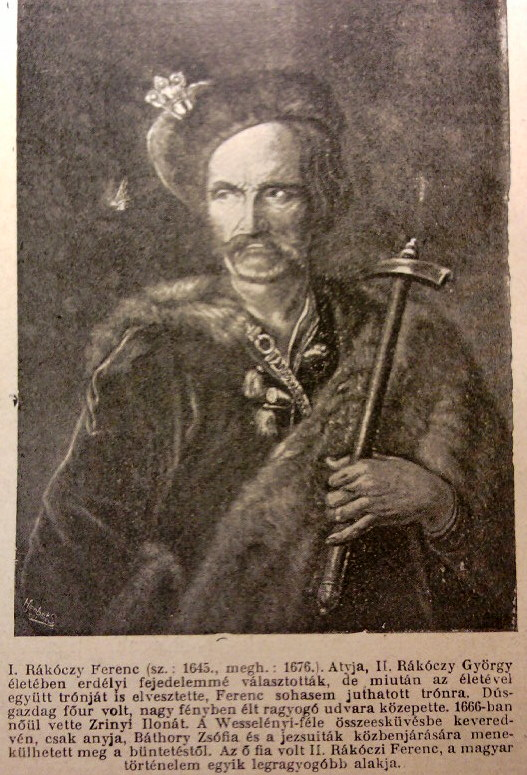
Franciszek I Rakoczy, książę Siedmiogrodu
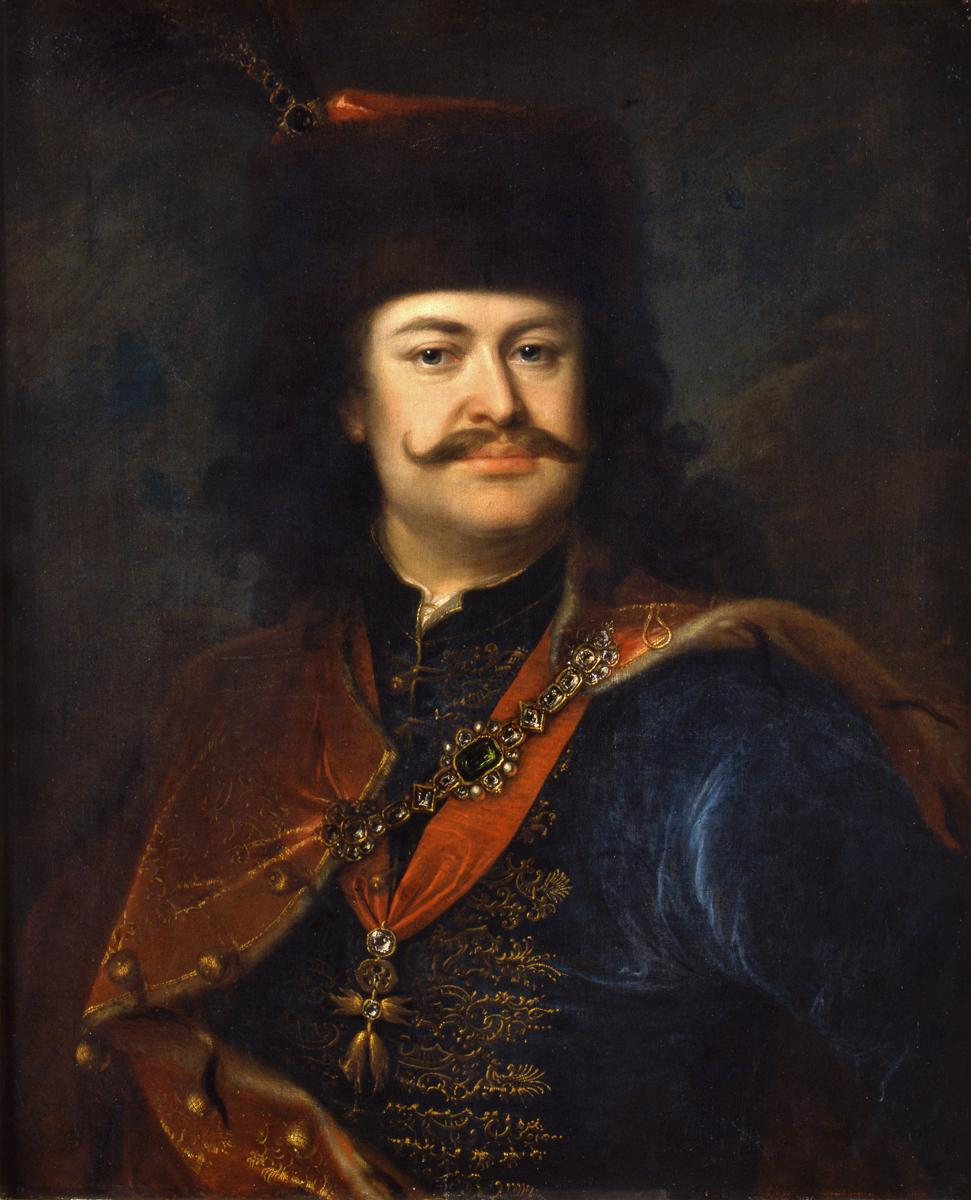
Franciszek II Rakoczy, książę Siedmiogrodu i książę Węgier
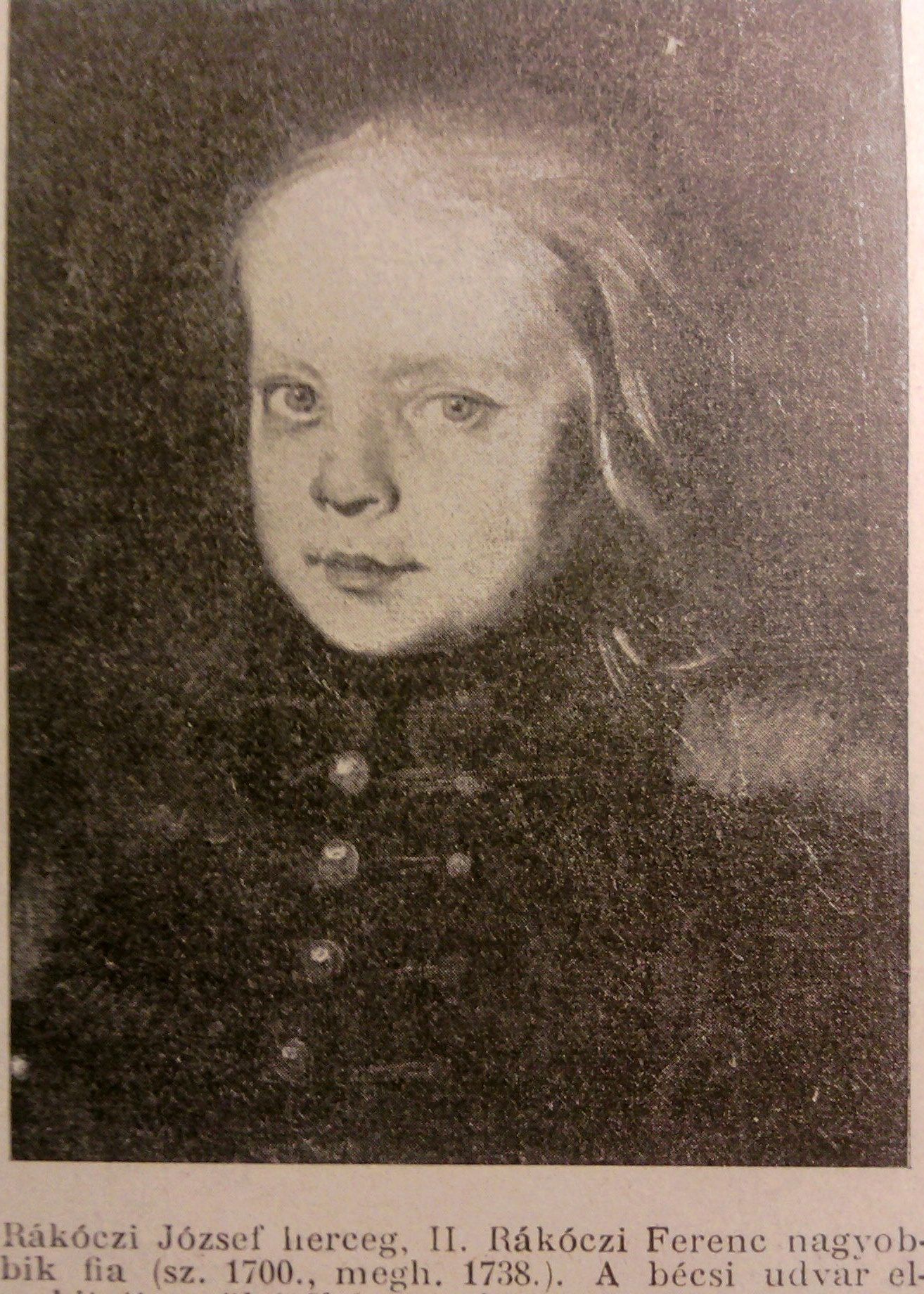
Józef Rakoczy
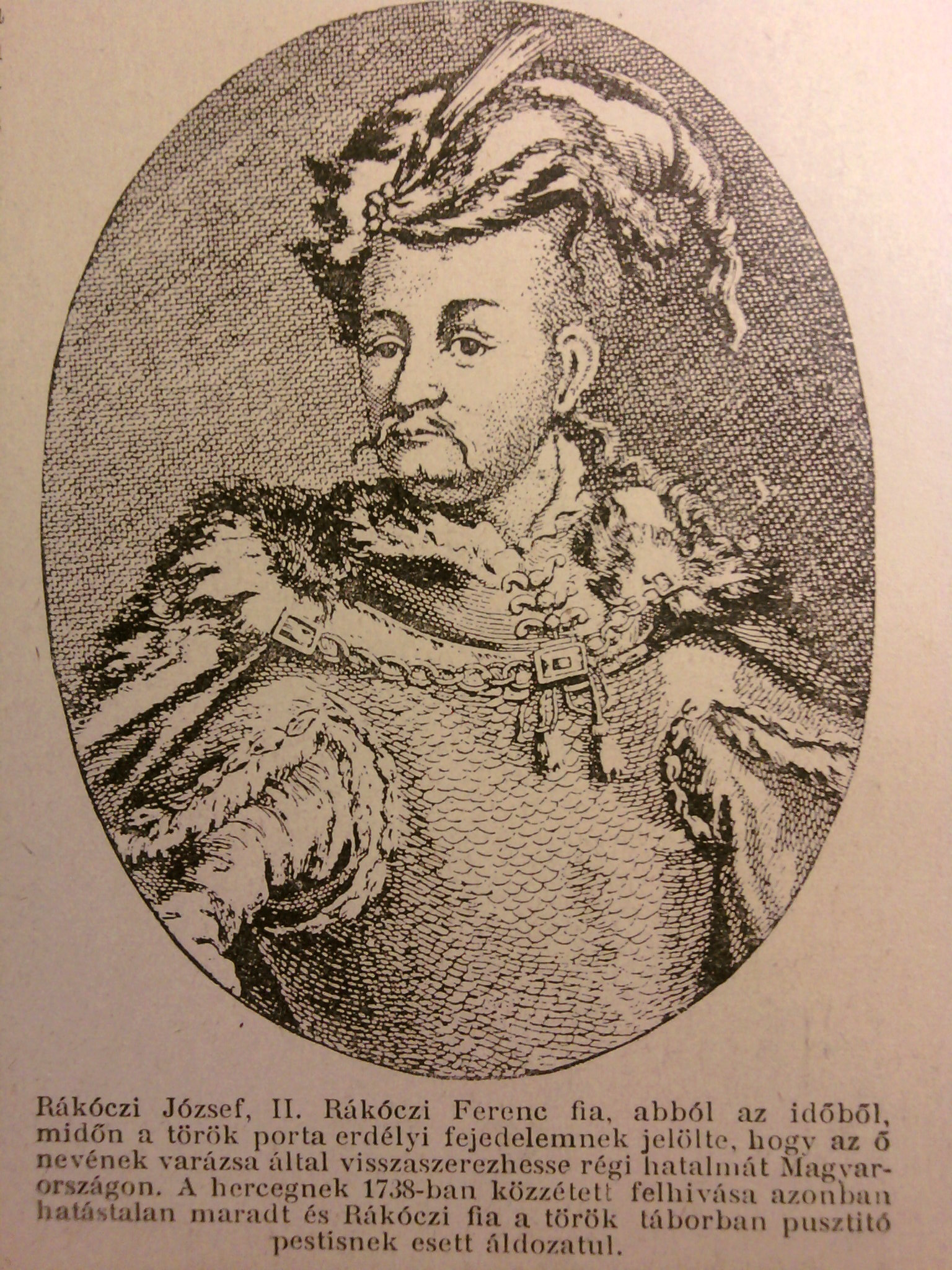
Józef Rakoczy
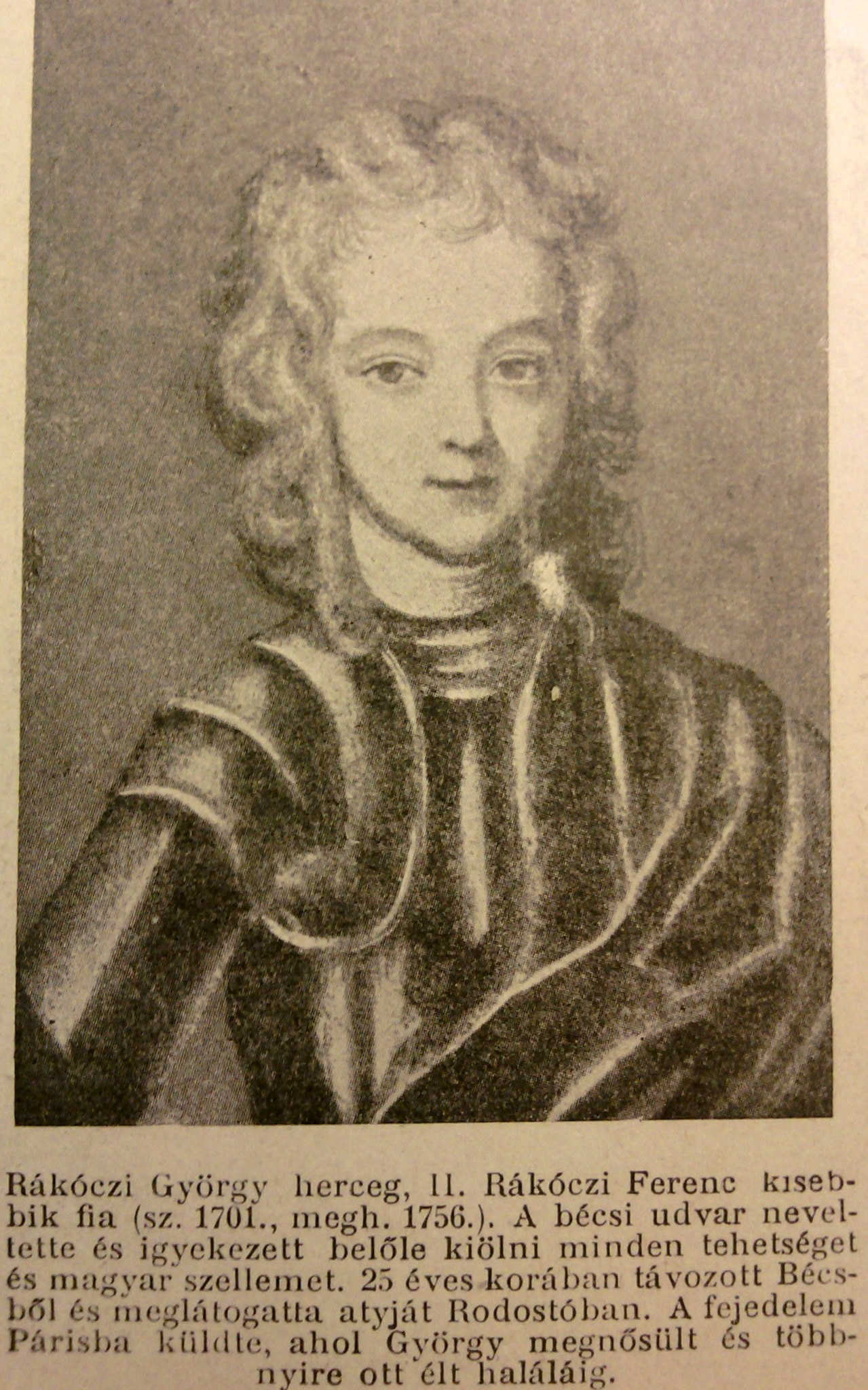
Jerzy Rakoczy, ostatni męski potomek rodu.

## Literatura
- I. Czamańska, Rakoczy, [w:] Słownik dynastii Europy, red. J. Dobosz, M. Seweryński, Poznań 1999, s. 340–342.
- Kurze Geschichte Siebenbürgens, hrsg. B. Köpeczi, Budapest 1989.